# Lithiumdiwaterstoffosfaat
Lithiumdiwaterstoffosfaat is het monobasische lithiumzout van fosforzuur. Het is een wit kristallijn poeder, oplosbaar in water.

## Synthese
Lithiumdiwaterstoffosfaat wordt bereid in de reactie van lithiumcarbonaat (Li2CO3) met fosforzuur (H3PO4), met een molverhouding lithium tot fosfaat gelijk aan 1:
{\displaystyle {\ce {Li2CO3 + 2H3PO4 -> 2LiH2PO4 + H2O + CO2}}}
Door de verhouding lithium tot fosfaat te verhogen naar 2 en 3 kan men de di- en tribasische zouten lithiumwaterstoffosfaat (Li2HPO4) en lithiumfosfaat (Li3PO4) verkrijgen.

## Toepassingen
Lithiumdiwaterstoffosfaat kan gebruikt worden in de elektrolyt in lithium-ion-accu's.
Het is een precursor voor het kathodemateriaal in oplaadbare accu's, in het bijzonder voor lithiumijzerfosfaat (LiFePO4) dat gebruikt wordt in LFP-accu's. Lithiumijzerfosfaat wordt gevormd door de reactie van lithiumdiwaterstoffosfaat met een ijzerhoudende verbinding zoals ijzer(III)oxide.
Fosfaatzouten, waaronder lithiumdiwaterstoffosfaat, zijn ook geschikt als katalysator voor dehydrogeneringen, zoals die van melkzuur tot acrylzuur.